# اچ‌ام‌ای‌اس وارگو (دی۷۰)
اچ‌ام‌ای‌اس وارگو (دی۷۰) (به انگلیسی: HMAS Warrego (D70)) یک کشتی بود که طول آن ۲۴۶ فوت (۷۵ متر) بود. این کشتی در سال ۱۹۱۱ ساخته شد.